# کسپر اولریک مورتنسن
کسپر اولریک مورتنسن (دانمارکی: Casper Ulrich Mortensen؛ زادهٔ ۱۴ دسامبر ۱۹۸۹) بازیکن هندبال اهل دانمارک است.